# Караталга
Караталга (тат. Каратал) — деревня в Камско-Устьинском районе Республики Татарстан, административный центр Староказеевского сельского поселения.

## Этимология
Топоним произошёл от татарского слова «кара» (чёрный) и фитонима «тал» (ива).

## География
Деревня  находится в Предволжье на реке Киярметь, в 40 км к северо-западу от районного центра — посёлка городского типа Камское Устье. Высота над уровнем моря — 79 м.

## История
Деревня Караталга (также была известна под названием Казыево-Караталга) упоминается в первоисточниках с 1651 года.
В сословном плане, в XVIII веке и вплоть до 1860-х годов жителей деревни причисляли к государственным крестьянам. Их основными занятиями в то время были земледелие (в начале XX столетия земельный надел сельской общины составлял 762,5 десятин), скотоводство, печной, лесной, плотничный и красильно-набивной промыслы.
В «Списке населенных мест по сведениям 1859 года», изданном в 1866 году, населённый пункт упомянут как казённая деревня Казыево (Караталга) 1-го стана Тетюшского уезда Казанской губернии. Располагалась при речке Караталге, по левую сторону Казанского торгового тракта, в 42 верстах от уездного города Тетюши и в 27 верстах от становой квартиры в казённом селе Новотроицкое (Сюкеево). В деревне в 73 дворах жили 403 человека (186 мужчин и 217 женщин). Была мечеть. 
По сведениям из первоисточников, в начале XX столетия в деревне действовали мечеть, водяная и 2 ветряные мельницы, 2 крупообдирки, 2 красильных заведения, 2 мелочные лавки. В этот период земельный надел сельской общины составлял 762,5 десятины.
В деревне также проживали крещёные татары (22 человека).
До 1920 года деревня входила в Старо-Барышевскую волость Тетюшского уезда Казанской губернии. С 1920 года в составе Тетюшского кантона ТАССР. С 10 августа 1930 года в Камско-Устьинском, с 10 февраля 1935 — в Теньковском, с 16 июля 1958 — в Камско-Устьинском, с 1 февраля 1963 — в Тетюшском, с 12 января 1965 г. в Камско-Устьинском районах.
С 1932 года в деревне действовали  коллективные сельскохозяйственные   предприятия, в 1993—2002 годах ассоциация сельскохозяйственных кооперативов им. Ленина, в 2003—2013 годах общество с ограниченной ответственностью «Агрофирма «Камско-Устьинская».
До 2010 года в деревне работала начальная школа.

## Население
| 1782 | 1859 | 1897 | 1908 | 1920 | 1926 | 1938 | 1949 | 1958 | 1970 | 1979 | 1989 | 2002 | 2010 | 2017 |
| ---- | ---- | ---- | ---- | ---- | ---- | ---- | ---- | ---- | ---- | ---- | ---- | ---- | ---- | ---- |
| 38   | 403  | 682  | 795  | 756  | 341  | 511  | 407  | 377  | 381  | 306  | 221  | 214  | 217  | 204  |

Национальный состав
Согласно результатам переписи 2002 года, в национальной структуре населения села татары составляли 98% из 214 человек.

## Экономика
В деревне действует мегаферма «Ленино» сельскохозяйственного предприятия — ООО «Большие Кляри».

## Инфраструктура
Дом культуры (с 1959 г.), библиотека (с 1982 г.), фельдшерско-акушерский пункт, почтовое отделение № 422834. В селе 6 улиц. Через село проходит автобусный маршрут «Камское Устье — Караталга».

## Религия
Мечеть (с 1997 года).